# Anund II d'Upsal
 Anund ou Önund II Éricsson d'Upsal roi de Suède du IXe siècle.

## Contexte
Anund II Éricsson d'Upsal est uniquement connu par les Sagas. Selon la Saga de Hervor et du roi Heidrekr, Onund et Björn, les fils de Éric II Björnsson, s'emparent du royaume après la mort d'Éric III Refilsson. Ils partagent le royaume. Le roi Björn fonde la ville de Haug, et pour cette raison il est ensuite dénommé Björn II at Hauge. Pendant ce temps, son frère Onund s'établit à Upsal. À sa mort, son fils Eric IV Anundsson lui succède. 
Il est sans doute le « roi Anund » qui selon Adam de Brême « après s'être emparé du trône persécuta les chrétiens dont Hergeir préfet de Birka fut le seul soutien ».